# 小行星3710
小行星3710（3710 Bogoslovskij）是一颗绕太阳运转的小行星，为主小行星带小行星。该小行星于1978年9月13日发现。

## 轨道参数
小行星3710的轨道半长轴为2.7387197 UA，离心率为0.162。